# Kazankî, Bahciîsarai
Kazankî (în ucraineană Казанки) este un sat în așezarea urbană Poștove din raionul Bahciîsarai, Republica Autonomă Crimeea, Ucraina.

## Demografie
Componența lingvistică a localității Kazankî
     Rusă (78,85%)
     Tătară crimeeană (16,78%)
     Ucraineană (3,22%)
Conform recensământului din 2001, majoritatea populației localității Kazankî era vorbitoare de rusă (78,85%), existând în minoritate și vorbitori de tătară crimeeană (16,78%) și ucraineană (3,22%).